# Live Anywhere
Live Anywhere es una iniciativa de Microsoft para llevar la red de juegos y entretenimiento en línea Live a una amplia variedad de plataformas y dispositivos, incluyendo Xbox, Xbox 360, Windows XP/Vista/7, Windows Phone, Zune y mucho más.

## Plataformas habilitados de Live
| Plataforma    | Lanzamiento                                                               | Nombre de servicio       |
| ------------- | ------------------------------------------------------------------------- | ------------------------ |
| Xbox          | 15 de noviembre de 2002                                                   | Xbox LIVE                |
| Xbox 360      | 22 de noviembre de 2005                                                   | Xbox LIVE                |
| Windows       | 22 de mayo de 2007                                                        | Games for Windows - LIVE |
| Windows 8     | 26 de octubre de 2012                                                     | Xbox Live on Windows     |
| Windows Phone | 2010                                                                      | Windows Phone 7 Series   |
| Zune          | 13 de noviembre de 2007 (como un servicio beta); 16 de septiembre de 2008 | Zune Social              |

El lado de dispositivo móvil del servicio se ha demostrado en el concepto en eventos como E3 y CES en dispositivos como un teléfono móvil de Motorola Q, pero detalles específicos no han sido liberados.
Live Gamertags también se utilizan para servicio de Club XNA Creator's Club

## Características
- Único de identidad (nombre de jugador/Zune TAG) en todas las plataformas (vinculadas a Windows Live ID)
- chat de plataforma múltiple, con texto y voz
- unificada amigos lista y mensaje sistema
- moneda única, en todo el mundo para compras juegos virtuales, música, vídeos y contenido (Microsoft Points)
- multiplataforma multijugador juego en línea, incluyendo invita a juego

## Precios
Live está disponible en dos niveles: Silver y Gold. Cualquier persona que se registra a Live se da una cuenta Silver, que ofrece un conjunto básico de características que diferencian con cada plataforma. Las cuentas de Gold requieren una suscripción, pero ofrecen una mayor variedad de características.
| País           | 1 Mes   | 3 Mes   | 12 Mes  | Games for Windows - Live | Zune Social |
| -------------- | ------- | ------- | ------- | ------------------------ | ----------- |
| Europa         | € 6.99  | € 19.99 | € 59.99 | Gratis                   | Gratis      |
| United Kingdom | £4.99   | £14.99  | £39.99  | Gratis                   | Gratis      |
| Australia      | $ 10.95 | $ 29.95 | $ 79.95 | Gratis                   | Gratis      |
| Suecia         | SEK 60  | SEK 179 | SEK 549 | Gratis                   | Gratis      |
| EUA            | $7.99   | $19.99  | $49.99  | Gratis                   | Gratis      |
| Japón          | ¥819    | ¥2079   | ¥5229   | Gratis                   | Gratis      |

La original Xbox no reconoce las cuentas Silver, que requieren Gold para todas las funciones de Live.

## Disponibilidad
Live está actualmente disponible en 37 países.
- Argentina
- Austria
- Australia
- Bélgica
- Canadá
- Chile
- República Checa
- Colombia
- Dinamarca
- Finlandia
- Francia
- Alemania
- Hong Kong
- Irlanda
- India
- Italia
- Japón
- Corea del Sur
- México
- Holanda
- Nueva Zelandia
- Noruega
- Portugal
- Puerto Rico
- Singapur
- Eslovaquia
- Sudáfrica
- España
- Suecia
- Suiza
- Taiwán
- Reino Unido
- Estados Unidos
- Zimbabue